# Escudo de Maldonado

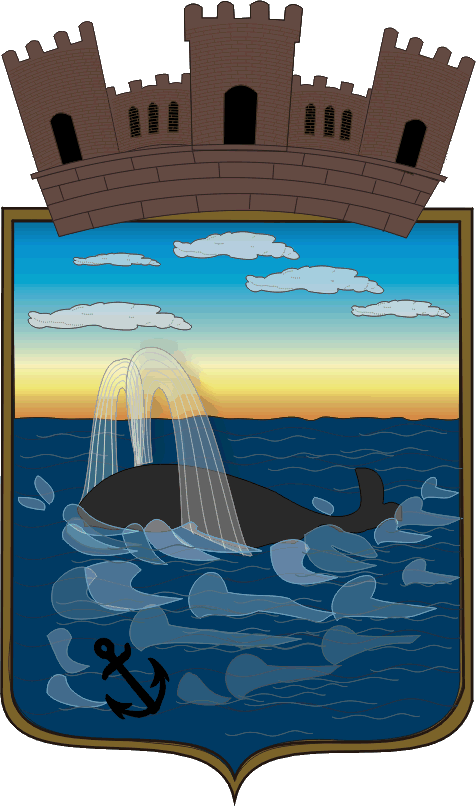
Escudo de armas de Maldonado.

El Escudo de Maldonado se crea en 1778, cuando la Capitanía General de la Provincia decide dotar al futuro departamento con un escudo.
Se pide al rey de España que el mismo portara en su cuadro a la figura de un lobo marino, imagen que se mantiene hasta 1803 cuando se lo modifica agregando la imagen de una ballena, producto de la creciente caza de este animal marino en la costa.
De esta forma, el 29 de agosto de 1803, Carlos IV se muestra a favor de la escarapela que se mantiene hasta el día de hoy.
Su simbología heráldica es sorprendente: un castillo almenado, un campo dividido en dos partes, con un cielo y horizonte claros y un mar agitado por el viento en medio del cual, una ballena avanza con su temerosa cola lanzando chorros de agua. 
En el extremo inferior se puede apreciar un ancla que alude al puerto. Fuerza, rectitud, cielo, horizonte, riqueza, trabajo, abundancia, puerto de intercambio, fusionan en el escudo, dones y virtudes y propósitos de la existencia humana.